# Аванпорт
Аванпорт (фр. avant-port) —
1. Зовнішня частина водного простору порту або гавані, захищена від хвиль природними (мис, коса) або штучними (моли, хвилерізи) укриттями.
2. Один з двох парних портів, розміщених в гирлі судноплавної річки, що розташований ближче до моря (наприклад, порти Нампхо, Талькауано чи Бремергафен) і спряжений по своїй роботі з головним портом, що знаходиться по руслу річки далі від моря (наприклад, порти Пхеньяна, Консепсьйона чи Бремена). Аванпорт зазвичай має велику глибину і меншу здатність до замерзання ніж головний порт. Тому він обслуговує великі судна, котрі через значну осадку не можуть зайти в головний порт, або приймає судна у період, коли головний порт не працює через замерзання акваторії. Іноді аванпортом називають зовнішній рейд, розташований за межами акваторії порту, для відстоювання суден на якорях чи для часткового розвантаження великотоннажних суден з метою зменшення осадки і з подальшим обслуговуванням на пристанях порту.
3. Водний простір перед суднопропускними спорудами водосховища.

Аванпорт — акваторія у верхньому б'єфі шлюзу, що обмежена захисними гідроспорудами (дамбами).